# (13508) 1989 DC
(13508) 1989 DC là một tiểu hành tinh vành đai chính. Nó được phát hiện bởi Atsushi Sugie ở Dynic Astronomical Observatory Nhật Bản, ngày 27 tháng 2 năm 1989.